# Hampus Nilsson
Linus Ronny Hampus Nilsson (Osby, 17 luglio 1990) è un ex calciatore svedese, di ruolo portiere.

## Carriera
Nilsson è nato e cresciuto a Osby, piccolo comune della Svezia meridionale. È entrato a far parte dell'IFK Osby già all'età di quattro anni, ricoprendo inizialmente sia il ruolo di portiere che altri ruoli fuori dalla porta, salvo poi stabilirsi tra i pali quando aveva tredici anni. Oltre che il calcio, ha praticato anche l'hockey su ghiaccio.
Nel 2007 è stato terzo portiere nel Landskrona BoIS, in Superettan, dietro ai compagni di reparto Lee Baxter e Sebastian Karlsson, senza collezionare alcuna presenza. L'anno seguente è salito in Allsvenskan con il passaggio all'Helsingborg, ma anche in questo caso era il terzo portiere della squadra e non ha giocato partite.
Nel febbraio 2009 è stato mandato a farsi le ossa nelle serie minori, con il prestito all'Högaborgs BK che militava nella quarta serie nazionale.
Durante la stagione 2010 Nilsson ha difeso la porta dell'IFK Värnamo, con cui ha vinto il campionato di Division 1, andando anche a segno su rigore al 90' minuto della vittoria per 5-0 contro il Kristianstads FF che ha sancito la promozione all'ultima giornata. L'accordo di prestito tra Helsingborg e IFK Värnamo è stato poi esteso per una seconda stagione.
Nilsson ha giocato in prestito anche nel 2012, questa volta però la destinazione è stata l'Ängelholm, altra squadra militante in Superettan: nelle prime 17 giornate ad essere titolare è stato Matthew Pyzdrowski, ma l'infortunio dello statunitense ha lasciato spazio a Nilsson fino all'ultima giornata. A fine anno Nilsson era in scadenza con l'Helsingborg e aveva espresso il desiderio di continuare a giocare nell'Ängelholm, ma la dirigenza gialloblu ha preferito rinnovare solo con Pyzdrowski.

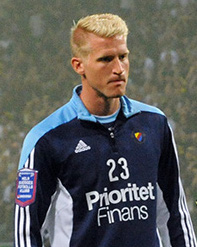
Nilsson nel 2015 al Djurgården

Ritrovatosi svincolato, Nilsson aveva anche considerato il ritiro dal calcio, ma l'agente Markus Karlsson gli ha fatto ottenere un provino con gli stoccolmesi del Djurgården – una delle squadre più blasonate del calcio svedese – che hanno deciso di tesserarlo con un contratto di due anni, poi rinnovato per altri quattro anni sul finire della stagione 2014 nonostante le zero presenze in campionato fino a quel momento. Il suo esordio nella massima serie svedese è arrivato il 24 ottobre 2015 nella vittoria esterna per 2-0 contro il Falkenberg, valida per la penultima giornata: il tecnico Pelle Olsson, infatti, dopo aver visto esaurirsi le possibilità di qualificazione all'Europa League, ha deciso di schierare Nilsson per la prima volta dopo le 58 partite di fila in cui lo aveva lasciato relegato in panchina. Ha poi giocato anche l'ultima giornata, nel 4-2 sul GIF Sundsvall. Nel corso del campionato 2016 invece è riuscito a ritagliarsi un posto da titolare nei sei incontri disputati tra la settima e la dodicesima giornata, fino a quando il norvegese Kenneth Høie ha saputo riconquistarsi il suo spazio tra i pali.
Con l'arrivo al Djurgården dell'ex portiere della nazionale svedese Andreas Isaksson, nell'agosto del 2016 Nilsson è andato in prestito al neopromosso Östersund per qualche mese, fino al termine della stagione. Qui è stato utilizzato in 6 occasioni sulle 13 giornate che rimanevano, alternandosi con l'altro portiere Aly Keita.
Al fine di trovare maggiore spazio, nonostante avesse ancora due anni di contratto, in vista della stagione 2017 ha lasciato il Djurgården per trasferirsi a titolo definitivo al Falkenberg, nella seconda serie nazionale. Dopo un primo anno in cui la promozione non è arrivata, Nilsson e il Falkenberg sono ritornati nella massima serie grazie al 2º posto ottenuto nella Superettan 2018. Nel dicembre 2018 ha prolungato di un anno il proprio contratto che stava scadendo. Nilsson tuttavia non ha ottenuto la conferma al termine dell'Allsvenskan 2019, conclusa dalla squadra con una salvezza all'ultima giornata, ed è stato così svincolato.
La sua carriera è proseguita nel campionato di Superettan, avendo firmato un biennale con il Trelleborg nel gennaio 2020. Nel corso della seconda stagione ha perso il posto da titolare in favore di Kasper Kristensen.
In vista della stagione 2022, complice il fatto che la sua famiglia vivesse ad Åstorp, ha deciso di riavvicinarsi a casa accordandosi con l'Eskilsminne, scendendo dunque nella quarta serie nazionale.